# Centralna serozna retinopatija
Centralna serozna retinopatija (CSR), poznata i kao centralna serozna horioretinopatija (CSCR), jest oštećenje vida koje je često privremeno i obično se javlja na jednom oku. Najčešće pogađa muškarce između 20 i 50 godina, ali od njega mogu oboljeti i žene. Poremećaj karakterizira curenje tekućine u makulu, zbog čega nastaje zamagljeni ili iskrivljeni vid (metamorfopsija). Često je i slijepo ili sivo područje u centralnom vidu, kao i bljeskovi svjetla (fotopsija). 

## Dijagnoza
Dijagnoza obično počinje pregledom mrežnice, tzv. oftalmoskopijom, nakon čega slijedi potvrda fluoresceinskom angiografijom. Angiografija obično pokaže jedno ili više fluorescentnih mjesta na kojima curi tekućina, koja su u 10-15% slučajeva klasičnog štapićastog oblika. Amslerov test može biti koristan pri preciznom određivanju zahvaćenog dijela vidnog polja.  

## Uzroci
Centralna serozna retinopatija jest odvajanje slojeva makule od njihova potpornog tkiva zbog tekućine, zbog čega tekućina iz žilnice curi u prostor ispod mrežnice. Pretpostavlja se da do nakupljanja tekućine dolazi zbog malih pukotina u pigmentnom epitelu mrežnice. 
CSR je katkad idiopatski, što znači da mu je uzrok nepoznat. Međutim, čini se da stres igra važnu ulogu u nastanku ove bolesti. Često navođen, ali potencijalno netočan zaključak jest da osobe sa stresnim zanimanjima, primjerice piloti, imaju veću incidenciju CSR-a. Takozvani A-tip ličnosti također se povezuje s ovim stanjem. Međutim, statistika bi se mogla pobiti činjenicom da CSR često prođe nedijagnosticiran ili pogrešno dijagnosticiran. Piloti i osobe koje spadaju u kategoriju tzv. A-tipa ličnosti očigledno su zahtjevni ljudi (naročito piloti): njihov je vid bolji od prosječnoga pa će stoga prije od ostatka populacije zamijetiti lagano pogoršanje vida uzrokovano CSR-om i inzistirati na uvjerljivoj dijagnozi. Osobe koje nose naočale možda će pretpostaviti da je zamućenje vida uzrokovano CSR-om zapravo promjena njihove dioptrije pa neće otići kod oftalmologa. Spomenuta statistička odstupanja podrivaju zaključak da je CSR bolest karakteristična za A-tip ličnosti. 
CSR se također povezuje s kortizolom i kortikosteroidima: osobe s povišenom razinom kortizola imaju veću sklonost CSR-u. Kortizol je hormon koji luči kora nadbubrežne žlijezde i koji pomaže tijelu da se nosi sa stresom, što bi moglo objasniti povezanost CSR i stresa. Postoje dokazi da kortikosteroidi (kortizon), koji se često koriste u liječenju upala, alergija, kožnih oboljenja, čak i nekih očnih oboljenja, mogu potaknuti razvoj CSR-a, pogoršati ga ili uzrokovati relaps. 
Učestalost CSR-a kod osoba s Cushingovim sindromom je 5%. Cushingov sindrom karakterizira vrlo visoka razina kortizola. 
Nedavno je otkrivena povezanost i s bakterijom Helicobacter pylori (vidi gastritis). Čini se da je prisustvo bakterije povezano s vidnom oštrinom i ostalim promjenama na mrežnici koje nastaju nakon razvoja bolesti. 
Najnovija istraživanja pokazuju da se kod oboljelih od bolesti bubrega MPGN tipa II mogu razviti abnormalnosti mrežnice, uključujući i CSR uzrokovan nakupljanjem depozita koji su primarno i oštetili glomerularnu bazalnu membranu u bubrezima. 

## Prognoza
CSR ima odličnu prognozu. Kod više se od 90% pacijenata unutar šest mjeseci vrati vid 4/6 ili bolji. Neke vidne abnormalnosti mogu se zadržati čak i ako vidna oštrina iznosi 6/6. Trajni problemi mogu uključivati oslabljen noćni vid, probleme s razlikovanjem boja te iskrivljenja slike. Dugoročne komplikacije uključuju subretinalnu neovaskularizaciju i pigmentnu epiteliopatiju. 

## Terapija
Nema djelotvorne terapije za ovu bolest. Katkad se preporučuje laserska fotokoagulacija, koja učinkovito zatvara područja koja propuštaju. U mnogim slučajevima do propuštanja dolazi u neposrednoj blizini makule, pa bi fotokoagulacija uzrokovala daljnje oštećenje vida. Osim toga, nije se pokazalo da se fotokoagulacijom može postići bolji dugoročan učinak, tako da se ovaj poremećaj često ne liječi. 
Transpupilarna termoterapija predlaže se kao manje rizična alternativa laserskoj fotokoagulaciji u slučajevima kad je curenje u makuli.
Ako je u toku terapija kortikosteroidima, potrebno ju je prekinuti. 
S obzirom na nedavna otkrića koja se odnose na Helicobacter pylori, vjerojatno će uskoro biti preporučena nova antimikrobna terapija. Suočeni s činjenicom da pravog liječenja za njihovo stanje nema, oboljeli od CSR-a obično se okreću promjenama u načinu života (smanjenje stresa, promjene u prehrani i sl.) kao mogućim panacejama za svoje stanje.